# Oxingale Records
Oxingale Records ist ein kanadisches Independent-Label mit Sitz in Montreal. Es bringt zeitgenössische Klassische Musik, Neue Musik, sowie Crossover und Jazz.

## Geschichte
Oxingale Records wurde von dem Musiker Matt Haimovitz und seiner Frau, der Komponistin und Musikproduzentin Luna Pearl Woolf, im Jahre 1999 unter dem Dach ihrer Produktionsfirma Oxingale Productions, Inc. gegründet. Daneben gehört mit Oxingale Press auch ein Musikalienverlag zu deren Aktivitäten.
Der Name ist eine Wortschöpfung von Haimovitz aus Ochse (Ox) und Nachtigall (nightingale). Er beruht auf einem Voltaire zugeschriebenen Ausspruch, der zum Cellisten Jean-Louis Duport sagte: „Sir, es ist ein Wunder. Sie haben den Ochsen in eine Nachtigall verwandelt.“ Das Logo von Oxingale zeigt dementsprechend ein Chimärenwesen mit einem Vierbeiner, der einen Vogelkopf besitzt.

## Programm
Bei Oxingale veröffentlichten neben den Inhabern Musiker und Ensembles wie das Boston Modern Orchestra Project, Jonathan Crow, Christopher O’Riley, DJ Olive, Du Yun, Itamar Golan, Ani Kavafian, Kim Kashkashian, John McLaughlin, Claudio Ambrosini, Brian Cherney, Osvaldo Golijov, Paul Moravec, Salvatore Sciarrino, Socalled, Lewis Spratlan und Augusta Read Thomas.

## Belege
1. ↑  Discogs-Profil
2. ↑  Oxingale Press bei VIAF
3. ↑  Cello mit Matt Haimovitz Von Bach bis Hendrix, Deutschlandradio Kultur vom 28. Oktober 2015